# 梧桐柾木
梧桐 柾木（ごとう まさき）は、日本の漫画家。男性。

## 人物
「Fran ces co」でまんがカレッジ佳作を受賞。『週刊少年サンデー超』または『クラブサンデー』での連載権をかけたクラブサンデー新人王決定戦にて第2回王者となり連載権を獲得。

クラブサンデーにて『市場クロガネは稼ぎたい』を連載。また、『週刊少年サンデー』2012年31号より『AKB48殺人事件』を9話にわたり連載。
その後ジャンプ＋にて『モネさんのマジメすぎるつき合い方』を連載した。

## 受賞歴
- Fran ces co（まんがカレッジ、2009年5月期 佳作）
- 閂誠の魔法使い指南書（クラブサンデー新人王 第2回王者）

## 作品リスト

### 漫画作品

#### 連載
- AKB48殺人事件（原案：秋元康、原作：青山剛昌、『週刊少年サンデー』2012年31号 - 2012年41号、全9回） - 作画担当。
- 市場クロガネは稼ぎたい（『クラブサンデー』2012年6月19日 - 2016年10月11日）
- モネさんのマジメすぎるつき合い方（『ジャンプ+』2017年8月11日[2] - 2019年9月13日）

#### 読み切り
- Francesco（『クラブサンデー』2009年8月7日）
- 閂誠の魔法使い指南書（『クラブサンデー』2009年12月25日）
- 『彼女、お借りします』のアンソロジー寄稿作品（原作：宮島礼吏、『彼女、お借りします 公式アンソロジーコミック』2020年[3]）
- 怖がりな椎名さんと八重樫君（『たわわなおっぱいにいろいろしたい！ アンソロジーコミック』2021年[4]）
- 神様にだって聞かせたくない（『新婚さんのエッチなところを見ちゃう アンソロジーコミック』2022年[5]）

### 書籍
- 『AKB48殺人事件』、小学館〈少年サンデーコミックススペシャル〉2012年、全1巻
- 『市場クロガネは稼ぎたい』、小学館〈少年サンデーコミックス→裏少年サンデーコミックス〉2012年 - 2016年、全13巻
- 『モネさんのマジメすぎるつき合い方』、集英社〈ジャンプコミックス〉、全8巻
  1. 2017年11月2日発売[6]、ISBN 978-4-08-881269-4
  2. 2018年3月2日発売[7]、ISBN 978-4-08-881456-8
  3. 2018年5月2日発売[8]、ISBN 978-4-08-881486-5
  4. 2018年9月4日発売[9]、ISBN 978-4-08-881612-8
  5. 2018年12月4日発売[10]、ISBN 978-4-08-881675-3
  6. 2019年6月4日発売[11]、ISBN 978-4-08-882014-9
  7. 2019年9月4日発売[12]、ISBN 978-4-08-882066-8
  8. 2019年10月4日発売[13]、ISBN 978-4-08-882071-2

### その他
- バーチャルのじゃロリ狐娘Youtuberおじさん 公式コミックアンソロジー 〜一緒に働くのじゃー！編〜（アンソロジーコミック、2018年）カバーイラスト[14]
- 田舎エッチ 〜田舎のエッチな女の子と過ごすひと夏のエッチな思い出〜 アンソロジーコミック（アンソロジーコミック、2024年）カバーイラスト[15]

## 師匠
- 若木民喜